# Louis Marie Fontan
Louis Marie Fontan (4 novembre 1800 à Lorient - 11 octobre 1839 à Thiais) est un auteur dramatique et journaliste polémiste politique français.

## Biographie
Fontan s’est particulièrement fait connaitre, sous la Restauration, comme journaliste, par une très vive opposition au gouvernement des Bourbons. Destiné par son père à l’administration de la marine, il y a occupé le poste de commis entretenu. En 1820, on donnait, à Lorient, un banquet au député du Morbihan, Bertrand Villemain, défenseur des doctrines libérales, à l’occasion du changement de la loi des élections ; les commissaires de la marine avaient prévenu leurs employés qu’il serait mal vu d’assister à ce banquet, engageant au reste ceux qui avaient l’intention d’y aller à les prévenir. Fontan le dit, y alla, et donna sa démission quelque temps après.
Monté, peu après, à Paris, sans but arrêté, et sans aucune recommandation, il a été engagé, après ses premiers essais, comme rédacteur au recueil périodique l’Album. Peu après, il a été retenu comme rédacteur en chef aux Tablettes, poste qu’il a néanmoins  quitté pour se livrer exclusivement à la rédaction de l’Album. Signant tous ses articles, il a été poursuivi pour cinq d’entre eux, notamment « l’Avenir », relatif à l’exécution des quatre sergents de La Rochelle. Le ministère public conclut contre Fontan à cinq ans de prison, mais l’accusé ayant manifesté l’intention de se passer de son avocat présent, et de se défendre lui-même, et « vigoureusement » par sa verve, le tribunal a cru devoir remettre la cause indéfiniment, la séance a été levée, et Fontan, qui avait pris ses mesures pour la publication de sa défense par certains journaux, n’en a jamais entendu parler depuis.
Retourné en Bretagne, il a été arrêté près de Rennes, à Ploërmel, par ordre exprès du ministre Corbière, comme prévenu de conspiration, emprisonné, interrogé et conduit sous escorte dans les prisons de Vannes. Revenu à Paris, il a travaillé de nouveau à l’Album, qui reparaissait. En 1827, il publie un recueil de poèmes politiques, Odes et Épitres et participe à de nombreuses pièces de théâtre dont la plus célèbre reste Perkins Warbec, écrit avec Léon Halévy en 1828.

Un pamphlet, attaque virulente contre le roi Charles X, intitulée Le mouton enragé, publié le 10 juin 1829, a ameuté toute la police contre lui. Condamné à cinq ans de prison, dix mille francs d’amende, et à rester cinq autres années sous la surveillance de la police, il a préféré se soustraire à la persécution en prenant la fuite, emportant avec lui un chat qu’il aimait beaucoup, pour la Belgique, mais le roi Guillaume ne lui a pas permis d’y rester, le laissant seulement libre de se rendre à Groningue, tout au nord des Pays-Bas. Protestant énergiquement contre cette mesure et refusant de partir, il a adressé à la deuxième chambre des États-Généraux, une pétition qui a donné lieu à de longs débats, à l’occasion desquels le député hollandais, Augustinus Georg Lycklama, a improvisé ce quatrain :
Loin de nous tout rédacteur !

Fontan, malheureux par ta faute,

Tu n’as pas touché mon cœur,

Tu n’auras pas mon vote.
L’opposition belge ayant fini par demander le renvoi au ministre de la Justice, il a erré de pays en pays, sans cesse menacé, persécuté, repoussé. Dans son exil, il a continué de composer le drame de Jeanne la folle. Conduit, les « fers aux mains », dans le Hanovre, deux mois après, il en a encore été éloigné. Passé en Prusse, il a été repoussé en Hanovre. Bientôt, las de ses courses, tourmenté du désir de revoir son pays, il a traversé la Hollande à pied par le plus grand froid, toujours en compagnie de son chat, pour revenir à Paris, se livrer à la justice. Bientôt arrêté et conduit à Sainte-Pélagie, puis à la maison centrale de Poissy, au milieu des voleurs, deux de ses amis, Jules Janin et Frédéric Soulié, lui ont porté un modèle de la demande en grâce qu'on désirait de lui pour le mettre en liberté, mais il n’a voulu se soumettre à rien. Cette affaire, ainsi que celle de Magalon, n’a pas peu contribué à irriter les gens de lettres contre le gouvernement de la Restauration. Il n’a dû son élargissement qu'aux journées de juillet 1830.
La même année, il met à la scène, Jeanne la folle qui obtient un important succès. En 1831, la censure l'empêche de faire représenter sa pièce, écrite avec Charles Dupeuty, Le Procès d’un maréchal de France. Ses pièces ont été représentées sur les plus grandes scènes parisiennes du XIXe siècle : Théâtre du Vaudeville, Théâtre de la Gaîté, Théâtre des Nouveautés, Théâtre de l'Ambigu, Théâtre de l'Odéon, etc. Outre la part qu’il a prise à des journaux et à des recueils littéraires ou politiques, il a encore publié de nombreuses odes et brochures. Il a reçu la croix de la Légion d'honneur en mars 1831.

« Fontan n’était fidèle qu’à sa pipe qui ne le quittait jamais. Un jour, il était chez sa maitresse, une des jolies actrices du boulevard. Tout-à-coup une clé tourne dans la serrure ; c’était l’amant en titre de la dame, un magistrat du tribunal de la Seine, aujourd’hui député. Fontan se jette aussitôt derrière un rideau-, dans l’embrasure d’une fenêtre, et se met à attendre patiemment que la conversation finisse. Le magistrat galant était assez prolixe, et l’actrice causant spirituellement ne lui donnait pas l’envie de prendre sitôt congé d’elle. Tout-à-coup Fontan, las d’attendre comme un amoureux de comédie, montre sa tête au magistrat, tend le bras, et dit à la jeune femme : « Dis donc, J..., passe-moi ma pipe ! » »

## Œuvres

### Théâtre
- L’Actrice, ou les Deux Portraits, comédie en 1 acte et en vers, avec Jean-Joseph Ader, 1826.
- L’Espion, drame en 5 actes, en prose, avec Gustave Drouineau et Léon Halévy, 1828.
- L’Homme entre deux âges, comédie en 1 acte, mêlée de couplets, avec Desnoyer, 1828.
- Perkins Warbec, drame historique en 5 actes, avec, 1828.
- Gillette de Narbonne ou le Mari malgré lui, comédie vaudeville en 3 actes, avec Ader et Desnoyer, 1829.
- La Bossue, ou le Jour de la majorité, comédie en 1 acte, en vers, avec Ader, 1829.
- André le chansonnier, drame en 2 actes, mêlé de couplets, avec Charles Desnoyer, 1830.
- Jeanne la Folle, ou la Bretagne au XIIIe siècle, drame historique en 5 actes, en vers, 1830.
- Le Moine, drame fantastique en quatre actes et six tableaux, 1831.
- Le Maréchal Brune, ou la Terreur de 1815, événement historique en 4 tableaux, avec Dupeuty, 1831.
- Le Voyage de la liberté, pièce en 4 actes, mêlée de chants, avec Desnoyer, 1831.
- Le Procès du maréchal Ney (1815), drame historique en 4 tableaux, avec Dupeuty, 1831.
- Le Barbier du roi d’Aragon, drame en 3 actes, en prose, avec Ader et Charles Dupeuty, 1832.
- Le Dominicain, ou le Couvent de l’Annonciation, mélodrame en 3 actes, avec Augustin Chevalier, 1832.
- Le Fils de l’empereur, histoire contemporaine en 2 actes, avec Théodore Cogniard et Dupeuty, 1832.
- La Camargo ou l'Opéra en 1750, comédie en 4 actes, mêlée de chant, avec Dupeuty, 1833.
- Bergami et la Reine d’Angleterre, drame en 5 actes et en 6 tableaux, avec Maurice Alhoy et Dupeuty, 1833.
- Le Comte de Saint-Germain, pièce en 3 actes, mêlée de chants, avec Dupeuty, 1834.
- Jeanne de Flandre, drame en 4 actes, avec Victor Herbin, 1835.
- Mariana, comédie en 3 actes, avec Dupeuty, 1836.
- La Croix de feu ou les Pieds noirs d’Irlande, avec Julien de Mallian, 1838.
- Arthur ou 16 ans après, drame vaudeville en 2 actes, avec Dupeuty et Gustave Robillard, 1838.
- Le Pauvre idiot, ou le Souterrain d’Heilberg, drame en 5 actes et 8 tableaux, avec Dupeuty, 1838.
- Le Massacre des innocents, drame en cinq actes, avec de Mallian, 1839.
- La Polonaise, avec Dupeuty, non daté.
- Rapagon l’usurier, comédie en 4 actes et en prose, posthume, 1858.
- Hélène, drame en 1 acte et en vers, post., 1858.

### Autres
- De la translation de M. Magalon à Poissy, et de la suppression de L’Album. Examen des mesures prises à ce sujet... suivi de pièces justificatives, 1823.
- Odes et épîtres, 1826.
- L’Aigle et le proscrit, non daté.